# Premio europeo Amalfi per la sociologia e le scienze sociali
Il premio europeo Amalfi per la sociologia e le scienze sociali è un prestigioso riconoscimento in ambito sociologico.
Nato nel 1987 da una iniziativa della Sezione teorie sociologiche e trasformazioni sociali dell'Associazione italiana di sociologia, viene conferito all'autore di un libro o di un articolo (pubblicato entro i due anni precedenti) che ha apportato un contributo notevole all'ambito sociologico. La consegna del premio avviene all'interno di una Conferenza internazionale di sociologia che si tiene annualmente sempre ad Amalfi.
La giuria era costituita da Carlo Mongardini (Presidente), Margaret Archer, Allessandro Cavalli, Salvador Giner, Joachim Israel, Michel Maffesoli, Birgitta Nedelmann, Helga Nowotny e Piotr Sztompka. In passato, ne hanno fatto parte anche Anthony Giddens, Peter Gerlich e Friedrich H. Tenbruck.

## Vincitori del premio dal 1987 al 2010
- 1987 - Norbert Elias, Die Gesellschaft der Individuen
- 1988 - Serge Moscovici, La machine à faire des dieux
- 1989 - Zygmunt Bauman, Modernity and the Holocaust
  - Premio Speciale "Bulzoni Editore": Michel Wieviorka, Société et terrorisme
- 1990 - M. Rainer Lepsius e Wolfgang J. Mommsen, editori di Max Weber. Briefe 1906-1908
  - Premio Speciale "Bulzoni Editore": Nicole Lapierre, Le silence de la mémoire
- 1991 - Louis Dumont, L'ideologie allemande
  - Premio Speciale "Bulzoni Editore": Philippe Sarasin, Die Stadt der Bürger
- 1992 - Premio non assegnato
  - Premio Speciale della Giuria: Carlo Triglia, Sviluppo senza autonomia
- 1993 - Premio sospeso
- 1994 - Charles Tilly, European Revolutions (1942-1992)
  - Premio Speciale della Giuria: Christoph Braun, editore di Max Weber. Musiksoziologie
- 1995 - ex aequo fra:
  - Raymond Boudon, Le juste et le vrai
  - François Furet, Le passé d'une illusion
  - Peter-Ulrich Merz-Benz, Tiefsinn und Scharfsinn: Ferdinand Tönnies' begriffliche Konstitution der Sozialwelt
- 1996 - Premio sospeso
- 1997 - ex aequo fra:
  - Niklas Luhmann, Die Gesellschaft der Gesellschaft (Sezione "Sociologia Classica e Contemporanea")
  - Martin Albrow, The Global Age (Sezione "Nuove prospettive sociologiche")
- 1998 - ex aequo fra:
  - Alain Touraine, Comment sortire du liberalisme (Sezione "Sociologia Classica e Contemporanea")
  - Richard Sennett, The Corrosion the Character  (Sezione "Nuove prospettive sociologiche")
  - Premio Speciale per gli Studi Politici "Luigi Sturzo": Serge Latouche
- 1999 -
  - Premio Amalfi "Norbert Elias": David Lepoutre, Cœur de banlieue: codes, rites et langages
- 2000 - Premio sospeso
- 2001 - John B. Thompson, Political Scandal
  - Premio Speciale per gli Studi Politici "Luigi Sturzo": Michael Th. Greven, Die politische Gesellschaft
  - Premio Amalfi "Norbert Elias": Wilbert Van Vree, Meetings, Manners and Civilization: The Development of Modern Meeting Behaviour.
- 2002 - Premio sospeso
- 2003 - Premio sospeso 
  - Premio Amalfi "Norbert Elias": Nikola Tietze, Islamische Identitäten: Formen muslimischer Religiosität junger Männer in Deutschland und Frankreich
- 2004 - Premio sospeso
- 2005 - Suzanne Keller per Community : Pursuing the Dream, Living the Reality
- 2006 - Sergio Fabbrini per America and its critics
- 2007 - Premio sospeso
- 2008 - Pierre Rosanvallon per La Contre-Démocratie
- 2009 - Premio sospeso
- 2010 - Gérard Bronner per La Pensée Extrême